# Tsagaandelger, Dundgovi
Tsagaandelger (tiếng Mông Cổ: Цагаандэлгэр) là một sum của tỉnh Dundgovi ở Mông Cổ. Vào năm 2007, dân số của sum là 1.319 người.

## Địa lý
Sum có diện tích khoảng 3.428 km2. Trung tâm sum, Kharaat, nằm cách tỉnh lỵ Mandalgovi 147 km và thủ đô Ulaanbaatar 210 km.

### Khí hậu
Tsagaandelger có khí hậu bán khô hạn. Nhiệt độ trung bình hàng năm trong khu vực là 4 °C. Tháng ấm nhất là tháng 7, khi nhiệt độ trung bình là 26 °C và lạnh nhất là tháng 1, với −20 °C. Lượng mưa trung bình hàng năm là 213 mm. Tháng ẩm ướt nhất là tháng 7, với lượng mưa trung bình là 66 mm, và khô nhất là tháng 1, với 1 mm.

## Kinh tế
Sum có một trường học, bệnh viện và khu dịch vụ.